# Wyckoff
Wyckoff est une ville américaine située dans le comté de Bergen, dans l’État du New Jersey. Le recensement de 2010 a indiqué une population de 16 836 habitants.

## Personnalités liées à la ville
- Tara Reid (1975-), actrice
- Danny Tamberelli (1982-), acteur
- Katrina Bowden (1988-), actrice
- Kevin Jonas (1987-), chanteur et acteur
- Joe Jonas (1989-), chanteur et acteur
- Nick Jonas (1992-), chanteur et acteur
- Jonas Brothers (2005-), chanteurs et acteurs
- Constance Kopp (1878-1931), sheriff